# Melgona
Melgona este un gen de molii din familia Lymantriinae.